# Wipeout (seria)
Wipeout (zapisywane jako WipEout) – seria gier komputerowych tworzonych przez SCE Studio Liverpool. Są to futurystyczne, antygrawitacyjne gry wyścigowe, które wykorzystują technologię trójwymiarową, rozdzielczość ekranów konsol do gier oraz zawierają muzykę gatunków electronica, goa trance i elektroniczną muzykę taneczną. Ukazało się 9 gier z tej serii: Wipeout (1995), Wipeout 2097 (1996), Wipeout 64 (1998), Wipeout 3 (1999), Wipeout Fusion (2001), Wipeout Pure (2005), Wipeout Pulse (2007), Wipeout HD (2008), Wipeout 2048 (2012). W 2017 roku wydano Wipeout Omega Collection na PlayStation 4, zawierającą trzy odświeżone części serii – Wipeout HD z dodatkiem Fury z konsoli PlayStation 3 oraz WipEout 2048 z PlayStation Vita. W grach polepszono grafikę, dodano nowe statki i obsługę rozdzielczości 4K, przy czym produkcje działają z prędkością 60 klatek na sekundę.